# Kwekwe
Kwekwe este un oraș în provincia Midlands, Zimbabwe.